# Mathieu Bragard
Mathieu Bragard (* 10. března 1895, Verviers, Belgie – 19. července 1952) byl belgický fotbalista a reprezentant.
Hrál za belgický klub RCS Verviétois. Zúčastnil se Letních olympijských her 1920 v Antverpách, kde domácí belgický tým získal ve finále zlaté medaile poté, co reprezentace Československa opustila na protest proti verdiktům rozhodčího ve 40. minutě za stavu 2:0 pro Belgii hřiště a byla diskvalifikována. Bragard na turnaji jednou skóroval v semifinále proti Nizozemsku (výhra 3:0).